# Bundera rufistriana
Bundera rufistriana är en insektsart som beskrevs av Li och Wang 2001. Bundera rufistriana ingår i släktet Bundera och familjen dvärgstritar. Inga underarter finns listade i Catalogue of Life.